# Lamprozona
Lamprozona is een vliegengeslacht uit de familie van de roofvliegen (Asilidae).

## Soorten
- L. auricincta (Loew, 1851)
- L. chilensis (Hermann, 1912)